# Estornell d'Espíritu Santo
L'estornell d'Espíritu Santo (Aplonis santovestris) és un ocell de la família dels estúrnids (Sturnidae). El seu estat de conservació es considera en perill d'extinció.

## Hàbitat i distribució
Habita el sotabosc de la selva pluvial, a les muntanyes d'Espiritu Santo, a Vanuatu.